# Urna de Sant Càndid
L'Urna de Sant Càndid és un reliquiari de fusta gòtic d'autor anònim datat cap a l'any 1292. Està recoberta per plaques de relleus amb escenes realitzades en estuc amb daurat i full metàl·lic colrat, i tenia la funció de guardar les relíquies de sant Càndid. Procedeix del monestir de Sant Cugat del Vallès i actualment es troba exposada al Museu Nacional d'Art de Catalunya de Barcelona.
A l'arqueta es representa l'escena del martiri a sant Càndid de l'any 300, sota el mandat de l'emperador Maximià Herculi. L'obra manté la seva forma original, encara que li falten alguns fragments de l'estuc daurat i tota l'ornamentació de pedres i vidres.

## Història
La realització de l'urna es va fer amb motiu de la descoberta del sepulcre amb el cos de sant Càndid, el qual es trobava col·locat a l'absis de la capçalera del costat de l'Epístola de l'església del monestir de Sant Cugat del Vallès. La troballa va tenir lloc sota el mandat de l'abat Guerau de Clasquerí (1277-1294). L'urna, de caràcter religiós, es va construir en un taller català d'autor anònim per honrar les relíquies del màrtir Càndid.
Segurament que, des de la data de la inscripció que figura a l'urna (1292), el reliquari es va mantenir en el monestir de Sant Cugat fins al 16 d'abril de 1868, quan el bisbe de Barcelona Pantaleó Montserrat i Navarro el va cedir al museu acabat de crear que pertanyia a la Comissió Provincial de Monuments Històrics i Artístics. Finalment, l'urna va ingressar el 1933 en el Museu Nacional d'Art de Catalunya procedent del Museu Provincial d'Antiguitats de Barcelona, on havia estat des del 1879.

### Descoberta del sepulcre
Amb el pas del temps i les diverses destruccions que va patir el monestir de Sant Cugat s'havien perdut les dades de la sepultura de sant Càndid. Segons consta en documents, la descoberta es va realitzar gràcies a una dona endimoniada que fou portada a l'església del monestir per expulsar del seu cos als esperits malignes; durant aquests actes, la dona va assenyalar el lloc on es trobava el cos de sant Càndid a la capella de sant Miquel. Davant la presència del rei Jaume II d'Aragó i d'un gran nombre d'acompanyants, es va obrir el sepulcre i es van treure els ossos per posar-los en un «lloc decent».

## Context artístic

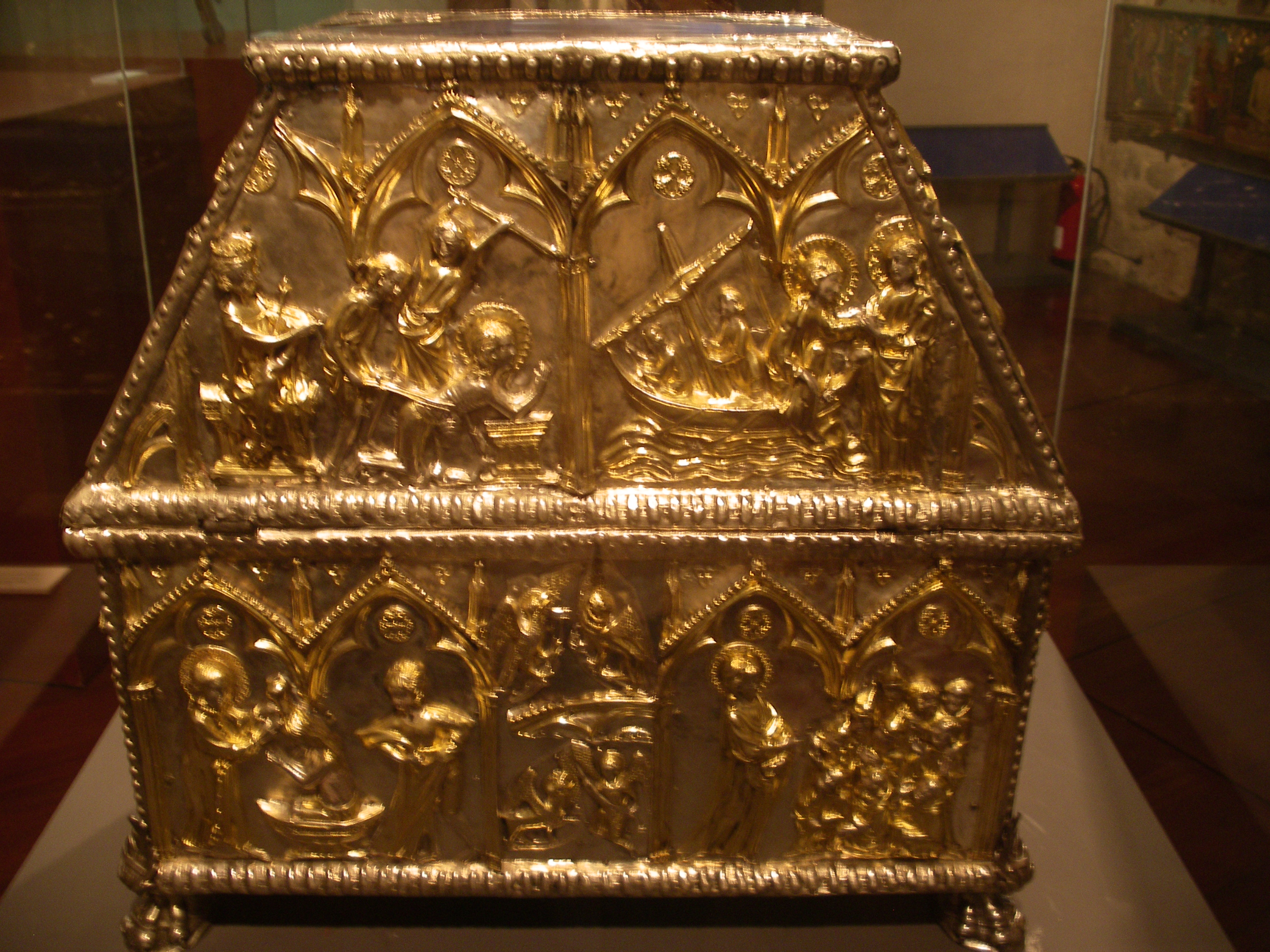
Arqueta reliquiari de Sant Cugat, on hi havia les restes de sant Cugat. Actualment es conserva al Museu Diocesà de Barcelona.

En el pas del romànic al gòtic, els procediments artístics no van sofrir un canvi brusc: a les obres del segle xiii es troben trets de tots dos estils. En aquesta època va cobrar una especial rellevància la realització de reliquaris, que van passar de caixes sense gairebé cap mena d'ostentació de luxe a les més fastuoses i realitzades amb or, argent i gemmes precioses, com el Reliquiari de Saint Taurin (església de Saint-Tourin, Évreux), datada entre 1240 i 1255 i que també incorpora esmalts entre els materials emprats.
Al Museu Diocesà de Barcelona es guarda l'Arqueta de Sant Cugat, una obra d'orfebreria en argent que havia tingut aplicacions esmaltades de finals del segle xiii i que contenia les despulles de sant Cugat; fins al 1835 es va conservar al monestir de Sant Cugat del Vallès juntament amb l'Urna de Sant Càndid. Totes dues són contemporànies en la seva elaboració.

## Tema
El tema correspon a la narració de la mort de sant Càndid. La representació de la vida dels sants ja es realitzava durant el període romànic, però fou durant l'gòtic quan abundaren els retaules dedicats a sants; pel que fa als sants màrtirs, van començar a ser representats en pintura o escultura a partir del segle iv, encara que la seva reproducció freqüent s'inicià molt més tard.
Càndid va ser un oficial militar membre de la Legió Tebana; aquesta legió estava composta per cristians de l'Alt Egipte sota el mandat del comandant Maurici d'Agaunum durant el regnat de l'emperador Maximià Herculi, cap a l'any 300. Segons relata una llegenda, la Legió Tebana va ser cridada per reprimir una revolta a la Gàl·lia. Com era habitual abans de l'ofensiva, es prepararen els sacrificis als déus per a assegurar la victòria, però els soldats cristians es negaren a participar en l'ofrena, fet pel qual van ser castigats amb una delmació. En negar-s'hi novament, tots els integrants de la Legió Tebana van ser executats, amb Maurici i Càndid entre ells. El cos de sant Càndid va ser portat, després d'alguns segles, al monestir de Sant Cugat. Segons una altra versió de la carta Historia Passionis S. Mauritii et Sociorum Martyrum Legionis Felicis Thebaeae Agaunensium del bisbe Euqueri de Lió (ca. 320-450), van ser martiritzats per negar-se a perseguir i lluitar contra altres cristians.

## Descripció

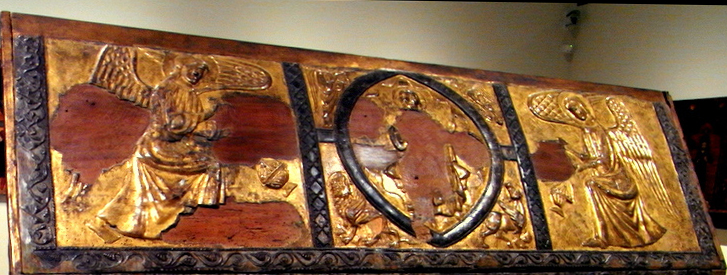
Batent de la coberta posterior

L'urna és una arqueta que té forma de paral·lelepípede i té la coberta a dos batents. Està realitzada amb fusta tractada amb la tècnica al pastillatge de relleus daurats amb pa d'or a l'estuc, que representen episodis de la vida i mort per decapitació de sant Càndid. Té unes mides de 76 cm d'alt, 122 cm d'amplada i 45 cm de profunditat.

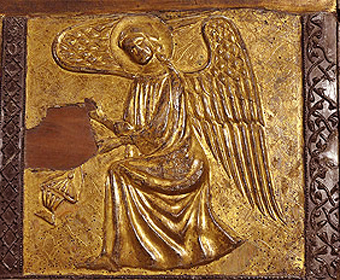
Àngel turiferari de la part dreta de la coberta

A l'obra s'observa la falta d'alguns fragments de l'estuc daurat, la qual cosa deixa a la vista la fusta mal conservada i amb mostres de corc. A les sanefes també hi falten les pedres precioses i cristalls que segurament formaven part de la decoració pròpia d'aquest tipus d'urnes.
El batent de la coberta de la part anterior és completament llis, mentre que el posterior està dividit en tres quadrats separats per una sanefa de motius geomètrics i amb decoració d'entrellaçats vegetals al caire total de la tapa. La part central la cobreix un pantocràtor dintre d'una màndorla envoltat pels símbols dels quatre evangelistes. Als compartiments de tots dos costats s'hi troben dos àngels turiferaris en genuflexió que porten un encenser; ambdós miren cap al Pantocràtor.
A la cara rectangular davantera es troba un personatge central amb vestidures de bisbe amb mitra i bàcul pastoral. A sobre hi ha una inscripció en la qual es llegeix :s:iacobus:iustus:, referent a sant Jaume. Aquesta figura té un grup de personatges asseguts a cada costat, com celebrant una assemblea sota uns arcs trilobats, i a cada un dels extrems d'aquest plafó apareix una ciutat sense identificar envoltada per una muralla. L'escena es troba limitada per una gran sanefa amb decoració de fulles on es veuen medallons buits que segurament tenien incrustacions de vidres o pedres precioses que actualment no es conserven.
En un lateral es pot veure un personatge assegut en conversa amb uns altres tres que estan drets. L'altre lateral presenta un home dret amb d'altres al seu entorn que semblen soldats que el custodien, i es troben davant d'una figura actualment desapareguda que estava asseguda.
- Part lateral
- Part lateral amb una figura desapareguda

A la part central de la cara posterior hi ha escenificat el degollament de sant Càndid, agenollat davant el seu botxí amb la llegenda sobre seu de sanctus candidus. Té al costat dret un grup de cinc personatges sobre cavalls, i al fons s'aprecien arbres de forma arrodonida propis de principis del gòtic; a la part esquerra hi apareixen dos grups de persones, uns sobre cavalleries i d'altres drets, i a l'extrem apareix una figura separada dels altres amb la llegenda de santus maurisius. En total són disset personatges, més els dos centrals de sant Càndid i el seu botxí. La decoració amb la sanefa que emmarca el plafó és idèntica a la de l'altra cara rectangular.

### Datació

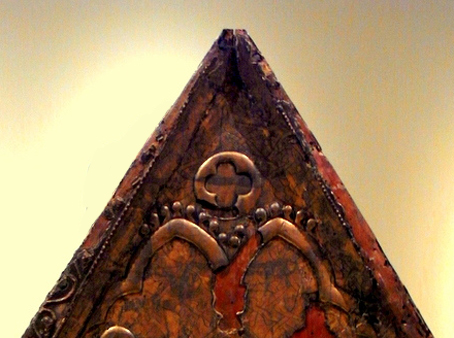
Detall on s'aprecien els arcs de tipologia gòtica

A la vora superior de l'escena de la cara posterior de l'urna hi ha la inscripció amb què es fa conèixer la descoberta del cos de sant Càndid, company de Maurici d'Agaunum decapitat en la persecució contra els cristians en temps de Maximià:
| « | ANNO:DOMINI:M:CC:XC:II:MONAS:MAI:INVNETIO:SACRATISSIMO:CORPORIS:SCI:CANDIDI:MILITIS:XPI:ET MRIS: | » |

Aquesta data de 1292 és la que es considera com a probable per a la datació de la realització de l'urna.
Duran i Cañameres va fer estudis comparatius amb altres obres en els quals descriu la barreja que aprecia en l'obra de motius romànics i gòtics. Els arcs trilobats que presenta una de les cares rectangulars de l'arca i els laterals són similars als d'altres obres del segle xiii i al frontal d'altar dedicat a la mare de Déu que va pertànyer al monestir de Sant Cugat (actualment al Museu Civico d'Arte Antica de Torí.
A part d'aquest frontal, també hi ha aquest mateix tipus d'arcs i amb la mateixa datació que l'urna al frontal de l'església de Santa Perpètua de Mogoda i al frontal de l'església de Sant Cebrià de Cabanyes.

## Tècnica
Durant el segle xiii, a Catalunya era molt comuna la tècnica emprada a l'Urna de sant Càndid: pastillatge a base d'estucs i relleus realitzats amb guix, i daurats amb aplicació de fulls de pa d'or per a les escenes amb narració historiada o per a les parts de decoració a imitació de les grans obres d'orfebreria. Amb aquesta tècnica s'aconseguia un abaratiment i una execució més ràpida de l'obra. En aquest mateix sentit Joaquim Folch i Torres va especificar que, a l'art romànic català, els relleus a l'estuc amb daurats i decoracions de policromia amb afegitons de pedres i vidres per aconseguir imitacions de luxoses obres d'or i plata foren molt utilitzats.
Les figures no es troben representades frontalment (com s'acostumava a fer al romànic) sinó un xic de costat i, encara que s'observa una certa rigidesa en els seus cossos, les actituds i mides s'acosten més al cànon humà artístic; la narració principal vol mostrar el moment just del martiri del sant amb el botxí a punt de causar-li la mort. Es pot observar la representació tradicional i simbòlica a la tapa amb la figuració del pantocràtor envoltat pel tetramorf i, d'altra banda, la innovació de l'art amb la historiografia del martiri de sant Càndid i a la placa oposada de sant Jaume presidint una assemblea.
Els arbres del fons de l'escena del martiri són semblants als empleats en les il·lustracions dels manuscrits gòtics, i també es poden apreciar en les Pintures murals de la conquesta de Mallorca del Palau Aguilar de Barcelona (conservades al MNAC). En aquesta obra de finals del segle xiii la tècnica emprada ja mostra la integració de la tradició catalana amb la innovació que es produeix als inicis del gòtic a Europa.